# Ludwig Milde
Ludwig Milde (tjekkisk: Ludvík Milde; 30. april 1849 i Prag – 1913 i Bad Nauheim, Tyskland) var en tjekkisk fagottist og komponist.

## Biografi
Ludwig Milde studerede fagot fra 1867 ved Prag Konservatorium hos Vincenz Gross og efterfølgende 3 år musikteori og komposition. Efter en toårig ansættelse hos operahuset i Linz spillede han som solofagottist i forskellige orkestre i Prag. Fra 1885 til 1894 var han professor i fagot ved Prag Konservatorium. Hans Studien über Tonleiter- und Akkord-Zerlegungen für Fagott og Fünfzig Konzertstudien für Fagott tæller endnu i dag som uundværligt repertoire for fagotstuderende.

## Værker (udvalgte)
- Studien über Tonleiter- und Akkordzerlegungen op. 24
- Andante und Rondo für Fagott und Orchester op. 25
- Fünfzig Konzertstudien für Fagott op. 26
- 14 Trios für Fagotte
- Concertino a-moll für Fagott und Orchester